# منوچهر مرادی
منوچهر مرادی (زاده ۱۳۴۰ در کرمانشاه) ایران است. او در سال ۱۳۶۸ از دانشکده روابط بین‌الملل وزارت امور خارجه فارغ‌التحصیل شد و در اداره دوم سیاسی (کشورهای اتحاد جماهیر شوروی و چکسلواکی) وزارت امور خارجه مشغول به کار شد. در سال ۱۳۷۰ به عنوان وابسته سیاسی در سفارت ایران در مسکو عازم اتحاد جماهیر شوروی شد و در سال ۱۳۷۸ به سمت معاون سفیر ایران در اسپانیا منصوب گردید. مرادی در سال ۱۳۸۸ سفیر ایران در قرقیزستان شد و در ۷ دی ۱۳۹۷ استوارنامه خود به‌عنوان سفیر ایران را به رئیس‌جمهوری اوکراین تسلیم نمود. وی همچنین سفیر اکردیته ایران در کشور مولداوی است.

## سوابق
- سوابق حرفه ای:
  - سفیر جمهوری اسلامی ایران در اوکراین از سال ۱۳۹۷[۱]
  - سفیر آکرودیته جمهوری اسلامی ایران در مولداوی از سال ۱۳۹۷[۲]
  - رئیس اداره اول کشورهای مشترک المنافع (کشورهای فدراسیون روسیه، اوکراین، بلاروس، مولداوی)، ۱۳۹۷–۱۳۹۲
  - سفیر جمهوری اسلامی ایران در کشور قرقیزستان –۱۳۹۲- ۱۳۸۸[۳]
  - رایزن یکم و رئیس مرکز مطالعات کشورهای مشترک المنافع وزارت امور خارجه، ۱۳۸۸–۱۳۸۲
  - رایزن دوم و معاون سفارت جمهوری اسلامی ایران در اسپانیا، ۱۳۸۲–۱۳۷۸
  - رایزن دوم و رئیس اداره دوم مشترک المنافع وزارت امور خارجه (کشورهای آذربایجان، قزاقستان، قرقیزستان، ازبکستان، ترکمنستان و تاجیکستان)، ۱۳۷۸ –۱۳۷۷
  - دبیر اول و معاون اداره اول مشترک المنافع وزارت امور خارجه (کشورهای فدراسیون روسیه، اوکراین، گرجستان، مولداوی، بلاروس و ارمنستان)، ۱۳۷۷–۱۳۷۴
  - دبیر دوم و کارشناس سیاسی سفارت جمهوری اسلامی ایران در مسکو، ۱۳۷۴–۱۳۷۰
  - دبیر سوم و کارشناس میز اتحاد جماهیر سوسیالیستی شوروی در اداره هفدهم وزارت امور خارجه (کشورهای اتحاد جماهیر سوسیالیستی شوروی- چک و سلواکی و مغولستان) وزارت امور خارجه، ۱۳۶۸–۱۳۷۰
  - ورود به وزارت امور خارجه، ۱۳۶۸
- فعالیت‌های علمی و پژوهشی:
  - مؤلف آثار علمی متعدد از جمله تألیف سه جلد کتاب با عناوین: «اتحاد استراتژیک جمهوری اسلامی ایران و فدراسیون روسیه –عوامل مؤثر و چشم‌انداز» (۱۳۹۶)؛ «قومیت و اقوام در فدراسیون روسیه»(۱۳۸۷)؛ «همکاری جمهوری اسلامی ایران و اتحادیه اروپا در قفقاز جنوبی: حدود و امکانات» (۱۳۸۶)
  - نگارش و ارایه مقالات متعدد در نشریات و سمینارهای مختلف داخلی و بین‌المللی:
  - کسب رتبه نخست پژوهشگر برگزیده سال ۱۳۸۵ وزارت امور خارجه از سوی وزارت علوم، تحقیقات و فن آوری
  - سردبیر فصلنامه مطالعات آسیای مرکزی و قفقاز، ۱۳۸۸–۱۳۸۴
  - سردبیر فصلنامه روسی زبان آمودریا، ۱۳۸۸–۱۳۸۵
  - استاد افتخاری دانشگاه علوم انسانی بیشکک –قرقیزستان، ۱۳۹۰